# Paul Gosset
Pour les articles homonymes, voir Gosset.
Paul Gosset, né le 19 juin 1907 à Valenciennes (Nord) et mort le 6 décembre 1983 dans cette même ville, est un homme politique français. Résistant, il fut après guerre député MRP du Nord.

## Biographie
Avant guerre, il est sous-directeur d'une usine de tissage, puis devient journaliste. Il collabore à plusieurs journaux de la région : Le Petit Valenciennois, La Voix du Nord et La Croix du Nord. Catholique, il est également rédacteur et administrateur du mensuel La Vie Nouvelle, publié par l'Association catholique de la jeunesse française du diocèse de Cambrai, association dont il est le président fédéral de 1931 à 1936.
Réformé en 1938, il s'engage comme volontaire le 1er novembre 1940. Après la défaite, il prend une part active dans la Résistance. Il est membre des réseaux Comète et Saint Jacques et diffuseur de Témoignage Chrétien. A la Libération, il s'engage en politique. Il est élu conseiller municipal à Valenciennes dont il devient adjoint au maire. Il est un des membres fondateurs du Mouvement républicain populaire (MRP), nouveau parti démocrate chrétien. Il est élu de la première (1945) et de la seconde Assemblée nationale constituante (1946) pour le département du Nord puis fut député du Nord de 1946 à 1958

## Distinctions
- Officier de la Légion d'honneur[1],
- Médaille de la Résistance[1],
- Médaille des FFL[1],
- Croix du combattant volontaire[1],
- Croix du combattant volontaire de la Résistance[1].